# Antonio Lorenzo Uribe Uribe
Antonio Lorenzo Uribe Uribe (Medellín, 20 de enero de 1900-Bogotá, 8 de diciembre de 1980) fue un botánico, zoólogo y sacerdote colombiano.
Ingresa a la vocación sacerdotal en los Jesuitas, en 1916. Estudia en Europa y es ordenado sacerdote en Valkenburg (Países Bajos) en 1930. Luego se licencia en Ciencias Naturales en la Universidad de Friburgo. 
En 1939 regresa a Colombia, dedicándose a formar a jóvenes jesuitas y en docencia de las Ciencias Naturales. 
Fue Director de la revista Caldasia, y del "Instituto de Ciencias Naturales" de la Universidad Nacional de Colombia en Bogotá, de 1952 a 1958, y allí profesor e investigador. 
Toda su vida recolectó especímenes de los órdenes de lepidópteros y coleópteros; y también un herbario con la clasificación de 2.500 especies.
En 1942 publica "Botánica para Bachillerato", que tuvo 16 ediciones hasta 1972, y en coautoría de Julio de J. Henao publican Nociones de Ciencias para 5º año. 
Realiza un extraordinario esfuerzo para publicar una obra inédita sobre Colombia: Flora de la Real Expedición Botánica. Debe inclusive viajar a España para documentarse de las ilustraciones criollas. A su regreso con miles de reproducciones de las láminas, corrobora con viajes a Mariquita, la historia de José Celestino Bruno Mutis (1732-1808). Así ese tesoro histórico y artístico preciado del Real Jardín Botánico de Madrid se da a la luz.
Hizo una magnífica colaboración con sus 27 tomos Pasifloráceas y Begoniáceas, de 1955, el volumen 30° Melastomatáceas, 1ª parte, de 1976.

## Otras obras
- 1940. Flora de Antioquia, versión ampliada de los manuscritos de su padre, Joaquín Antonio Uribe; 382 pp.
- 1954. "Los Maestros Pintores". Flora de la Real Expedición Botánica del Nuevo Reino de Granada. Ed. Cultura Hispánica. Cap. XXXI, T. I. Madrid, 1954
- 1960. "Salvador Rizo, Artista Botánico y Prócer de la Independencia". Separata Rev. Acad. Colombiana de Cs. Exactas, Físicas y Naturales. Vol. XI, N° 42. Bogotá, 20 de julio de 1960

## Honores
- Lleva su nombre el "Museo Javeriano de Historia Natural Lorenzo Uribe Uribe"

- La abreviatura «L.Uribe» se emplea para indicar a Antonio Lorenzo Uribe Uribe como autoridad en la descripción y clasificación científica de los vegetales.[1]